# Борец шерстистоустый
Боре́ц шерстистоу́стый (лат. Aconítum lasiostómum) — многолетнее травянистое растение, вид рода Борец (Aconitum) семейства Лютиковые (Ranunculaceae).

## Распространение и экология
Ареал вида охватывает европейскую часть России. Эндемик.
Произрастает по гористым местам, покрытым кустарником, по опушкам, оврагам и склонам.

## Ботаническое описание
Стебель прямой, высотой 1—1,5 м, редко выше, крупный, при основании слегка ребристый, покрыт мелкими курчавыми, слегка прижатыми, бархатистыми волосками.
Прикорневые листья в числе 2—4, на длинных (12—25 см) голых или опушенных черешках, пластинка длиной 7—10 см, шириной 14—20 см, плотная, несколько кожистая, дланевидно-трёх-пятираздельная; доли широкие, клиновидные, значительно расходящиеся, не часто и не глубоко надрезные с короткими и широкими зубцами. Стеблевые листья той же формы, на более коротких черешках или сидячие.
Соцветие — плотная, кисть длиной 20—35 см, в нижней части ветвистая. Цветки довольно крупные, желтоватые, шлем высоко конический, по отцветании булавовидный, с согнутой верхушкой, высотой 15—20 мм, шириной в средней части 3—5 мм, в нижней 7—10 мм. Средние доли околоцветника наполовину скрыты в зеве шлема, округлые, снаружи в средней части опушённые, с внутренней стороны голые; нижние доли околоцветника неравные, длиной около 7 мм, шириной 1,5—2 и около 4 мм. Нектарник с тонким прямым ноготком и тонким, загнутым полуспиралью шпорцем.

## Классификация

### Таксономия[1]
Aconitum lasiostomum Rchb., 1821, Enum. Pl. Volh. : 69
Вид Борец шерстистоустый относится к роду Борец (Aconitum) относится к семейству Лютиковые (Ranunculaceae) порядка Лютикоцветные (Ranunculales). Кладограмма в соответствии с Системой APG IV по состоянию на июнь 2023 года:
|  |                                      |  |                                   |                                   |                     |  | ещё 6 семейств | ещё 6 семейств |                      |  |  |  | еще 333 подтвержденных вида и 143 таксона, ожидающих подтверждения |
|  |                                      |  |                                   |                                   |                     |  | ещё 6 семейств | ещё 6 семейств |                      |  |  |  | еще 333 подтвержденных вида и 143 таксона, ожидающих подтверждения |
|  |                                      |  |                                   | порядок Лютикоцветные             |                     |  |                |                | род Борец            |  |  |  |                                                                    |
|  |                                      |  |                                   | порядок Лютикоцветные             |                     |  |                |                | род Борец            |  |  |  |                                                                    |
|  | отдел Цветковые, или Покрытосеменные |  |                                   |                                   | семейство Лютиковые |  |                |                | Борец шерстистоустый |  |  |  |                                                                    |
|  | отдел Цветковые, или Покрытосеменные |  |                                   |                                   | семейство Лютиковые |  |                |                |                      |  |  |  |                                                                    |
|  |                                      |  | ещё 63 порядка цветковых растений | ещё 63 порядка цветковых растений |                     |  |                | ещё 53 рода    | ещё 53 рода          |  |  |  |                                                                    |
|  |                                      |  |                                   | ещё 63 порядка цветковых растений |                     |  |                |                | ещё 53 рода          |  |  |  |                                                                    |